# Bitcoineer
Bitcoineer es un sitio web de análisis técnico y noticias de criptomonedas lanzado en 2023. El sitio ofrece gráficos en tiempo real, alertas de precios, señales de trading, reseñas de proyectos de criptomonedas y más.

## Historia
Bitcoineer fue fundado en 2023 por un equipo de traders e inversores de criptomonedas con años de experiencia en los mercados digitales. El objetivo del sitio es proporcionar herramientas e información valiosa para ayudar a los usuarios a tomar mejores decisiones de inversión.
Inicialmente, Bitcoineer se centró en el análisis técnico de Bitcoin y las principales altcoins. Con el tiempo, ha expandido su cobertura para incluir cientos de monedas digitales, tokens DeFi y proyectos NFT.